# فريدريك ألدريش
فريدريك ألدريش (بالإنجليزية: Frederick Aldrich)‏ هو عالم رخويات ‏ أمريكي، ولد في 1 مايو 1927، وتوفي في 12 يوليو 1991.